# Eremias nigrocellata
Eremias nigrocellata là một loài thằn lằn trong họ Lacertidae. Loài này được Nikolsky mô tả khoa học đầu tiên năm 1896.